# Martin Gouges
Martin Gouges, dit Martin de Charpaigne, né vers 1370 à Bourges, et mort le 25 novembre 1444 à Beauregard-l'Évêque, est un prélat proche de Jean de Berry, et Chancelier de France sous Charles VII.

## Biographie
Martin Gouges est chanoine de Bourges. Le 23 août 1402, il remplace son frère Jean, décédé, comme lieutenant général des finances auprès du duc de Berry Jean, comte de Poitou, comte et duc d'Auvergne, alors qu'il est archidiacre de la cathédrale de Bourges. Le duc, dépensier, le récompense pour sa bonne gestion en le recommandant à Benoît XIII, et dans l'attente de sa nomination du 10 mars 1408 comme évêque de Chartres, il est à l'évêché de Luçon le 14 décembre 1407. Consacré évêque le 12 mai 1408, il prend possession de son église le 5 août, et a pour secrétaire Odart Morchesne (qui deviendra notaire et secrétaire du roi, sous la chancellerie de Martin Gouges).
En avril 1408, il est conseiller général des Aydes et, favorable à la réconciliation entre Armagnacs et Bourguignons après l'assassinat du duc d'Orléans en 1407, il assiste à l'entrevue avec le duc de Bourgogne, dans sa cathédrale le 9 mars 1409. Mais le 7 octobre, se rendant à la messe de l'abbaye Saint-Victor en compagnie du Grand-maître Jean de Montagu, celui-ci est arrêté par Pierre des Essarts, prévôt de Paris, sur ordre du duc de Bourgogne Jean sans Peur, et en pleine rue, ils sont tous deux chargés de fers et emprisonnés au Petit-Châtelet. Montagu, après un rapide procès est exécuté le 17, alors que Martin Gouges s'en sort moyennant finances.
En 1414, après le traité de paix d'Arras, il est appelé à jurer solennellement.
Jean, le duc de Berry, trouvant Martin Gouges à Chartres trop près des Bourguignons et trop loin de lui pour le servir, le fait transférer par Jean XXIII à l'évêché de Clermont le 13 mai 1415, à la suite du décès d'Henri de la Tour le 7 mai. Il devient chancelier et conseiller du duc de Berry et d'Auvergne, et est envoyé la même année vers le duc de Bretagne, Jean le Sage, comme orateur du roi Charles VI. Ses bulles sont confirmées par le pape Martin V, véritable successeur de Saint-Pierre, après le concile de Constance.
Favorisant le parti d'Orléans, surnommés les Armagnacs, contre celui de Bourgogne, ses biens et son hôtel de Clermont (à Paris) sont confisqués le 12 janvier 1418 et, surpris en tentant de quitter Paris sous un déguisement, il est amené prisonnier à Sully et livré au seigneur Georges de La Trémoille. Il est libéré, sur l'insistance en sa faveur de ses amis et du dauphin Charles qui arrivait en ville.
Conseiller du dauphin Charles en 1418, il est nommé président clerc de la Chambre des comptes de Bourges, successeur de Gérard de Montaigu (le frère de Jean), jusqu'au 30 mars 1421.
Il devient alors, par lettres du 3 février 1421, Chancelier de France et du Dauphiné, pendant la Régence du dauphin, puis du roi, Charles VII. Il est déchargé le 6 avril 1424, et rétablit le 6 août jusqu'au 8 novembre 1428.
De fin novembre 1422 à janvier 1423, il est à Bourg-en-Bresse en pleine négociation de trêve avec le chancelier de Philippe le Bon, Nicolas Rolin, représentant des Bourguignons, qui exige réparation pour le meurtre de Jean sans Peur, sur l'entremise du duc de Savoie Amédée VIII.
Le 4 juillet 1423, le dauphin Louis, futur Louis XI, est baptisé le lendemain de sa naissance dans la cathédrale de Bourges par Guillaume de Champeaux, évêque de Laon, et Martin Gouges devient l'un des deux parrains, avec Jean, duc d'Alençon, la marraine étant Catherine de l'Ile-Bouchard, comtesse de Tonnerre.
Il est présent lorsque le roi Charles VII fait don du comté d'Évreux à Jean Stuart, connétable d'Écosse, sire d'Aubigny, le 15 mars 1424 à la Chambre des comptes de Bourges..

## Décès
Le 8 octobre 1444, Martin Gouges, gravement malade, fait son testament au Château de Beauregard à Beauregard-l'Évêque, qui est ratifié le 16 novembre par Jean de Langeac, sénéchal d'Auvergne, et Jacques de Montmorin, bailli de Saint-Pierre, exécuteurs testamentaires. Par cet acte, ledit évêque lègue à Pierre de Montmorin son neveu, fils de Jacques et de feue Jeanne de Charpaigne sa nièce, le château et les terres de Saint-Herem (Saint-Hérent, Puy-de-Dôme) et autres lieux.
Il meurt le 25 novembre dans la maison des évêques de Clermont, et selon ses souhaits, est enterré au pied du chœur de l'église cathédrale de Clermont, sous le jubé, entre les deux autels, de la Vierge, et de Saint-Jean, sous une tombe d'airain, avec l'écusson de ses armes taillé dans la pierre suivi de son épitaphe.
Tous les ans était fêté un anniversaire à son intention, le jour de la Sainte-Marie Égyptienne, dans l'église collégiale Saint-Ursin de Bourges,.

## Famille
D'une vieille famille berruyère, Martin Gouges de Charpaigne, du nom d'un fief dans le comté de la Marche qu'il a acquis par la suite, a un frère Jean Gouges (†1402), seigneur de Chas, trésorier du duc de Berry, qui a trois enfants : Martin Gouges, conseiller clerc au Parlement, maître des requêtes en 1440 ; Guillaume Gouges, évêque de Poitiers en 1441 ; et Jeanne Gouges, qui suit.
En 1421, ladite Jeanne Gouges apporte, lors de son mariage avec Jacques de Montmorin, les terres de Chas, Espirat et Pérignat-ès-Allier (Voir aussi Barlieu). De plus, le don de St-Hérem par Martin Gouges à leur fils Pierre permit à leur postérité de prendre le nom de Saint-Herem, branche cadette de la Maison de Montmorin. François de Montmorin-Saint-Hérem est un de leurs descendants.

## Dons
En 1430, il fait construire le jubé, et la clôture du chœur en pierre (supprimée en 1781), de la cathédrale de Clermont.
Il fait également réaliser le jubé de l'église Saint-Cerneuf de Billom.
Entre 1431 et 1435, il finance le Château de Domeyrat qui est édifié, sur son instigation, par la famille de Langeac.